# Alfonso Coronel de Palma
Alfonso Coronel de Palma y Martínez-Agulló (Madrid, 29 de diciembre de 1963- íd., 5 de febrero de 2018) fue un jurista y ejecutivo español. Ocupó la presidencia de la Asociación Católica de Propagandistas, de la Fundación Universitaria san Pablo CEU y del Grupo COPE. Fue socio del despacho de abogados Cremades & Calvo Sotelo y presidente de la firma Crowe Horwath Legal en Madrid.

## Biografía
Era hijo de Luis Coronel de Palma, que fue gobernador del Banco de España y vicepresidente del Banco Central con Alfonso Escámez.
Estudió en el colegio de los Jesuitas de Chamartín (Madrid). Tras obtener la licenciatura en Derecho por la Universidad San Pablo-CEU y por la Universidad Complutense de Madrid, fue opositor al Cuerpo de Abogados del Estado (1986 y 1990). Realizó un Máster en Derecho Documental por el Colegio de Notarios de Madrid y diversos cursos de doctorado en Derecho por la Universidad Complutense de Madrid.
El 5 de febrero de 2018, tras concluir una reunión, se sintió indispuesto y se desplazó a un hospital en el que, a consecuencia de un infarto, falleció en torno a las 20.30 horas.

### Actividad pública
Su actividad pública se desarrolló en tres ámbitos:

#### Asociación Católica de Propagandistas
Fue presidente de la Asociación Católica Nacional de Propagandistas. En calidad de tal, fue a su vez: Patrono de la Fundación Pablo VI, Presidente del CMU San Pablo de Madrid, obtuvo la presidencia de ICUSTA, miembro del Consejo de Patronos de la Asociación Española de Fundaciones, fue Presidente de la fundación Universitaria San Pablo CEU y Gran Canciller de las universidades San Pablo CEU, Cardenal Herrera CEU y la Universidad Abat Oliva
Cambió el rumbo de esa asociación, e inició una nueva etapa con la creación de los Congresos de Católicos y Vida Pública, participando en los dos primeros. Durante su presidencia se realizaron renovaciones en el personal docente de los centros universitarios CEU, con un sentido presuntamente integrista. Durante su mandato la Universidad Abat Oliva se convirtió en Universidad Privada. 

#### COPE
En el ámbito radiofónico, fue presidente y consejero-delegado de la Cadena COPE entre 2006 y 2010. Durante esa etapa, inició un proceso de transformación y modernización de las emisoras asociadas al Grupo. Entre otros, acometió los fichajes de Juan Pablo Colmenarejo y del equipo de deportes de la Cadena SER encabezado por Manolo Lama, Paco González y Pepe Domingo Castaño.

#### Ámbito Jurídico
El ámbito jurídico, donde comenzó en el bufete de origen familiar Coronel de Palma & Asociados. Este despacho se integró, junto con otros en el Estudio jurídico y económico Narciso Amorós & Coronel de Palma & F. Prieto Rodríguez. En 2010 pasó a formar parte del despacho Cremades & Calvo Sotelo como socio responsable del departamento de litigación y Asuntos Públicos y posteriormente como director del área de Derecho Procesal. Durante ese tiempo intervino como director o codirector en los órdenes jurisdiccionales civil, penal y contencioso administrativo, defendiendo a empresas muy variadas. En este contexto en su condición de abogado fue miembro del consejo de administración de numerosas sociedades, entre ellas el Banco Eurobank que fue intervenido por el Banco de España.
En el verano de 2014 se incorporó, junto con Javier González Calvo y Julio Mañas a Crowe Horwath Legal y Tributario, donde fue socio en la oficina de Madrid, hasta el momento de su fallecimiento.

### Actividad docente
Ejerció como profesor en la Universidad Sergio Arboleda de Colombia y en el Instituto de Empresa, además fue miembro de la Junta de la Facultad de Derecho de la Universidad Complutense de Madrid. Impartió conferencias en distintos países como Colombia, Chile, Estados Unidos y España, entre otros.

## Premios y reconocimientos[12]
- Caballero Divisero Hijodalgo del Antiguo e Ilustre Solar de Tejada, La Rioja, España.
- Llave del Condado y de la Ciudad de Miami, Estados Unidos.
- Gran Cruz de la Universidad Sergio Arboleda, de Colombia.
- Beca de honor del Colegio Mayor Universitario Juan XXIII-Roncalli, de Madrid.
- Beca de honor del Colegio Mayor Universitario Jorge Juan, de Madrid.
- Medalla de Oro de la Fundación Universitaria San Pablo-CEU, de Madrid
- Académico de la Real Academia de San Dionisio de Ciencias, Artes y Letras, de Jerez.
- Miembro del patronato de la Fundación Pablo VI.
- Presidente de la Fundación COPE-Radio Popular.
- Miembro del Consejo de Patronos de la Asociación Española de Fundaciones.